# Mesotrione
Mesotrione (ISO-naam) is een herbicide. Het werd ontwikkeld door het Amerikaanse chemiebedrijf Stauffer Chemical Company (later opgegaan in Syngenta). In 1977 merkte een wetenschapper van Stauffer in Californië op dat er onder de plant Callistemon citrinus in zijn tuin zeer weinig onkruid groeide. Uit analyse van de grond bleek dat de wortels van de plant een allelopatische stof produceerden, leptospermone, een natuurlijk herbicide. De zoektocht naar een analoge synthetische stof die geschikt was als herbicide, leidde tot mesotrione.

## Synthese
Mesotrione wordt bereid door 2-nitro-4-methylsulfonylbenzoylchloride te reageren met 1,3-cyclohexaandion. De gevormde enolester wordt dan omgelegd tot mesotrione.

## Werking
Mesotrione is een inhibitor van het enzym HPPD (p-hydroxyfenylpyruvaat-dioxygenase), dat essentieel is voor de biosynthese van carotenoïden. Zonder carotenoïden kan zonlicht het chlorofyl in de planten vernietigen, wat leidt tot het verbleken en uiteindelijk afsterven van de planten.

## Toepassingen
Mesotrione wordt voornamelijk toegepast in de teelt van maïs en olifantengras (Miscanthus giganteus), voor de bestrijding van onder meer eenjarige onkruiden, duizendknopigen, melganzevoet, zwarte nachtschade en vogelmuur. Merknamen zijn Callisto en Lumica 100 van Syngenta. Tenacity van Syngenta is een herbicide op basis van mesotrione dat in de Verenigde Staten toegelaten is voor toepassing op golfbanen, sportvelden en gazons.

## Regelgeving
Mesotrione is in de Europese Unie toegelaten als herbicide. De stof is sedert 1 oktober 2003 opgenomen in de lijst van toegelaten gewasbeschermingsmiddelen. De oorspronkelijke toelatingsperiode liep tot 30 september 2013.